# Depósito das Livrarias dos Extintos Conventos
O Depósito das Livrarias dos Extintos Conventos (DLEC) é um organismo público criado em 1834 pelo regime liberal para proceder à arrecadação das livrarias dos conventos extintos. Existiu de 1834 até 1841, ano em que se funde com a Biblioteca Nacional de Lisboa.